# Acetat-KoA ligaza
Acetat-KoA ligaza (EC 6.2.1.1, acetil-KoA sintetaza, acetil aktivirajući enzim, acetatna tiokinaza, acil-aktivirajući enzim, acetil koenzim A sintetaza, acetil tiokinaza, acetil KoA ligaza, acetil KoA sintaza, acetil-koenzim A sintaza, kratkolančana masna acil-KoA sintetaza, kratkolačana acil-koenzim A sintetaza, ACS) je enzim sa sistematskim imenom acetat:KoA ligaza (formira AMP). Ovaj enzim katalizuje sledeću hemijsku reakciju
ATP + acetat + KoA {\displaystyle \rightleftharpoons } AMP + difosfat + acetil-KoA
Ovaj enzim takođe deluje na propanoat i propenoat.

## Literatura
- Nicholas C. Price; Lewis Stevens (1999). Fundamentals of Enzymology: The Cell and Molecular Biology of Catalytic Proteins (Third изд.). USA: Oxford University Press. ISBN 019850229X.
- Eric J. Toone (2006). Advances in Enzymology and Related Areas of Molecular Biology, Protein Evolution (Volume 75 изд.). Wiley-Interscience. ISBN 0471205036.
- Branden C; Tooze J. Introduction to Protein Structure. New York, NY: Garland Publishing. ISBN 0-8153-2305-0.
- Irwin H. Segel. Enzyme Kinetics: Behavior and Analysis of Rapid Equilibrium and Steady-State Enzyme Systems (Book 44 изд.). Wiley Classics Library. ISBN 0471303097.

## Spoljašnje veze
- Acetate---CoA+ligase на 